# Babel II
 (mai 2021).
Babel II (バビル２世, Babiru Nisei) est à l’origine un manga de Mitsuteru Yokoyama publié entre 1971 et 1973. Il a été adapté en de multiples œuvres au cours des décennies suivantes dont des séries télévisées et des OAV. L’œuvre, nommée d’après la tour de Babel, met en scène un monde surnaturel ou certains individus aux pouvoirs psychiques développés luttent pour le contrôle du monde.

## Synopsis et Manga 1971-1973
Ken'ichi (Kōichi Yamano), un jeune étudiant japonais rêveur qui a des visions étranges. Un jour, il se fait remarquer par une organisation occulte aux motifs maléfiques dirigée par le puissant chef psionique Yomi qui découvre que Kōichi possède des abilités psychiques extraordinaires. Réalisant la menace qu’il représente pour l’organisation, ils tentent de l’éliminer mais celui-ci est sauvé par trois gardiens surnaturels, sous les formes d’une panthère polymorphe (Rodem (Rohdem, Roden), force de la terre) ; un oiseau-dragon (Ropros (Robross), force du ciel),  et un robot géant (Poséidon, force de la mer). Kōichi découvre qu’il est la réincarnation d’un extraterrestre qui s’est écrasé sur la Terre et qui était a l’origine de la construction de la tour de Babel. Se faisant désormais appeler Babel II, Kōichi va devoir contrôler ses pouvoirs psychiques afin de lutter contre l’organisation secret qui a des opérations partout dans le monde.

## Séries TV 1973 et 2001
Le manga a été adapté en 2 séries télévisées, la première parue en 1973  et la deuxième en 2001.

## Anime OAV 1992
Un OAV en 4 épisodes produit par le studio J.C.Staff est sorti en 1992.

### Fiche technique
- Titre :  Babel II
- Réalisation : Yoshihisa Matsumoto
- Scénario : Bin Namiki
- Character design: Shingo Araki, Michi Himeno
- Musique: Katsunori Ishida Takayoshi Hirano (VO); David Tolley (VF)
- Pays d'origine :  Japon
- Année de production : 1992
- Genre : science-fiction
- Durée : 4 x 30 minutes
- Dates de sortie : 1996 (VHS, AK Vidéo) ; 2001 (DVD, AK Vidéo)

### Les Episodes
- 1. L’appel ("The Awakening" en anglais), sorti le 21/03/1992
- 2. Duel dans la tempête ("First Blood"), sorti le 21/05/1992
- 3. L’épreuve de force ("Crossroads"), sorti le 21/08/1992
- 4. Combat final ("Conflict"), sorti le 21/10/1992

### Bande sonore

#### Thème de fin
- "Babel/Kodoku no Monument (バビル/孤独のモニュメント) " de Shinichi Ishihara (ep 1)
- "Arashi no Lullaby (砂嵐の子守唄（ララバイ）)"  de Shinichi Ishihara (ep 2)
- "Kaze ni Kikitakute... (風に聞きたくて…)" de  MacKanako (ep 3)
- "Sunrise ~ Akatsuki ni Idakarete (Sunrise~暁に抱かれて) " de MacKanako et Motoyoshi Iwasaki (ep 4)

## Adaptations
- Les personnages de Babel II figurent aussi dans la série de Giant Robo de Yasuhiro, dans lesquels Kōichi Yamano est renommé Lord Big Fire.
- le clip "Scream" de Michael et Janet Jackson reprend des scènes de cette série.